# Henriette Morineau
Henriette Fernande Zoé Morineau (Niort, 29 de novembro de 1908 – Rio de Janeiro, 3 de dezembro de 1990) foi uma atriz francesa naturalizada no Brasil.

## Biografia

Henriette Morineau e Suzanna Freyre.

Nascida na França, ela se apaixonou por literatura no colégio em que estudava e interpretava os textos que tinha que ler nas aulas. Convenceu seu padrasto a permitir que estudasse com um professor de arte dramática em Paris. Saiu-se tão bem que foi indicada para um conservatório, e foi aprovada para o mesmo, em 1926, em primeiro lugar.
Atuou por três anos na Comédie Française e em uma de suas excursões, conheceu na Bélgica seu futuro marido, George Morineau. O marido foi aconselhado pelos médicos a se mudar para um país tropical e eles resolveram se mudar para o Brasil. Henriette chegou ao Rio de Janeiro em 1931.
Em 1946 ela fundou a Companhia dos Artistas Unidos, na qual por 14 anos dirigiu e interpretou peças adultas e infantis. Em pouco tempo virou uma lenda para o teatro  e o cinema brasileiros e era chamada de a madame do teatro brasileiro. Foi condecorada duas vezes pelo governo brasileiro com o Cavaleiro da Ordem do Cruzeiro do Sul e também recebeu as honras de se transformar em Carioca Honorária e em Cidadã Honorária do Rio de Janeiro.
Teve uma carreira de 60 anos e um de seus últimos espetáculos de teatro foi como a Maude de "Ensina-Me a Viver", em 1982, que inclusive fez com que a estrela caísse no palco e tivesse que ser substituída por Maria Clara Machado e posteriormente por Cleyde Yáconis.
Foi casada com o ator e diretor teatral Delorges Caminha

## Filmografia

### Televisão
| Ano  | Título         | Personagem         |
| ---- | -------------- | ------------------ |
| 1980 | Água Viva      | Jojô               |
| 1976 | Escrava Isaura | Madeleine Besançon |

### Cinema
| Ano  | Título                                       | Personagem      |
| ---- | -------------------------------------------- | --------------- |
| 1983 | Perdoa-me Por Me Traíres                     | Madame Luba     |
| 1981 | Bonitinha mas Ordinária ou Otto Lara Resende | Sogra de Heitor |
| 1968 | Pour un amour lointain                       | Tia             |
| 1955 | Leonora dos Sete Mares                       | Juliana         |
| 1951 | O Comprador de Fazendas                      | Isaura          |
| 1951 | Presença de Anita                            | Cecília         |